# Ian Jones (piłkarz)
Ian Jones (ur. 11 lipca 1980) – piłkarz z Turks i Caicos grający na pozycji bramkarza, dwukrotny reprezentant Turks i Caicos, grający w reprezentacji od 2008 roku.

## Kariera reprezentacyjna
Ian Jones rozegrał w reprezentacji dwa oficjalne spotkania: jedno podczas eliminacji do MŚ 2010, i jedno podczas eliminacji do MŚ 2014. W pierwszym swoim spotkaniu, jego ekipa na wyjeździe podejmowała drużynę Saint Lucia. Turks i Caicos przegrało ten mecz 0−2. W swoim następnym meczu, również przeciwko Bahamom, Jones i jego ekipa przegrali 0-6.

## Mecze w reprezentacji
| Lp. | Data          | Miejsce    | Sędzia główny | Gospodarz   | vs | Gość           | Wynik | Uwagi          |
| --- | ------------- | ---------- | ------------- | ----------- | -- | -------------- | ----- | -------------- |
| 1.  | 26 marca 2008 | Vieux Fort | Mark Forde    | Saint Lucia | –  | Turks i Caicos | 2:0   | el. do MŚ 2010 |
| 2.  | 9 lipca 2011  | Nassau     | Javier Santos | Bahamy      | –  | Turks i Caicos | 6:0   | el. do MŚ 2014 |